# Promise (R・O・Nのアルバム)
『promise』（プロミス）は、日本のシンガーソングライター・R・O・Nが2006年1月25日にMellow Headから発売した1枚目のオリジナルアルバム。

## 内容
- テレビ朝日系アニメ『SoltyRei』のボーカルサウンドトラックと、ボーナス・トラックとしてリミックス曲を収録している。

## 収録曲
1. promise [3:35]
作詞・作曲・編曲：R・O・N
2. take you there featuring Takuto Maeda from count lost [4:00]
作詞・作曲・編曲：R・O・N
3. straying in the dark [4:50]
作詞・作曲・編曲：R・O・N
4. (Why I’m right here) with you [4:35]
作詞・作曲・編曲：R・O・N
5. wish for... featuring Takuto Maeda from count lost [5:13]
作詞・作曲・編曲：R・O・N
6. pieces featuring Junko from electlink-remxes- [4:27]
作詞・作曲・編曲：R・O・N
7. wish (SUP mix) [4:14]
作詞・作曲・編曲：R・O・N
8. take you (Bit OR mix) [4:15]
作詞・作曲・編曲：R・O・N
9. strayin' (crestwood mix) [4:23]
作詞・作曲・編曲：R・O・N
10. promise (13th step mix) [3:19]
作詞・作曲・編曲：R・O・N